# 村岡沙耶香
村岡 沙耶香（むらおか さやか、1985年6月3日 - ）は、かつてK-pointに所属していた日本の元グラビアアイドル、元レースクイーン。埼玉県八潮市出身。血液型はA型。現在は芸能界を引退している。

## 略歴
- 2005年、フォーミュラ・ニッポン「mobilecast team IMPUL レースクイーン」としてデビュー[1]。同年、「レースクイーングランプリ2005」で敢闘賞を受賞する。
- 2006年 - 2007年の2年間、SUPER GT「ZENT sweeties」の一員となる[1][2]。
- 2007年 - 2008年、ZENT sweetiesで一緒だった志摩夕里加と共に東京オートサロンのイメージガール「A-class」に2年連続で選ばれる。
- 2007年10月、「フジテレビF1日本グランプリ」グリッドガール準グランプリを受賞。
- 2008年、助川まりえと友稀サナ、前年のF1グリッドガールグランプリだったロペス貴子と共にSUPER GTイメージガール「Airy」として活動する。
- 2012年3月31日、自らのブログで7年間所属したK-pointを退所したことを発表[3]。その後はAiryで一緒だった友稀サナと共に渋谷109内にある「PINZA」のショップ店員として勤務していたが、同年10月31日付で退職している[4]。
- 2013年2月の大阪オートメッセと同年3月の名古屋オートトレンドでは、FLEXガールの一員として参加した[5][6]。

## 人物
- 趣味:ダンス、ボクササイズ、水泳、おかし作り、映画鑑賞、Nintendou　DS
- 特技:水泳・バスケットボール・エアギター
- 好きな色:白、黒、ピンク[7]。
- 好きな物:トゥイーティー、マリーちゃん、グレープフルーツ
- 嫌いな物:トマト、レバー
- 大きな瞳と厚めな唇とえくぼがチャームポイント[8]。
- 好きな男性のタイプは年上の関西人。
- 兄が1人いる[7]。

### エピソード
- 華やかさはあるが芋っぽさもあるということで、元事務所の原田まり[9]からは“宇都宮109”と呼ばれた。
- 同じK-pointに所属していた楠織あやのとは仲が良く、お笑いが好きで吉本興業のライブ（ルミネtheよしもと・ヨシモト∞ホール）などの観覧に行ったことも[10]。
- A-classとZENT sweetiesで一緒だった志摩夕里加や、Airyで一緒だった友稀サナとは今でも仲が良い。2013年の名古屋オートトレンドでは友稀と共にFLEXガールを務めている[6]。
- 中学校時代には生徒会活動をするなど、その頃から積極的な面を出していた。

## 作品

### 参加作品（CD）
| タイトル                                    | 発売元    | 発売年月日     | 曲名                   |
| ------------------------------------------- | --------- | -------------- | ---------------------- |
| TOKYO AUTOSALON 2007 presents EVOLUTION #03 | avex trax | 2006年12月13日 | Rainbow                |
| TOKYO AUTOSALON 2008 presents EVOLUTION #04 | avex trax | 2007年12月26日 | Don't Make Me Cry      |
| SUPER GT 2008 〜First Round〜               | avex trax | 2008年4月30日  | やさしい未来（せかい） |
| SUPER GT 2008 〜Second Round〜              | avex trax | 2008年9月10日  | REMEMBER YOUR HEART    |

※太字はミュージック・ビデオ（MV）が制作されている楽曲。

### 映像作品
- 大きくなあれ（2006年1月、ベガファクトリー、VEDV-084）
- Trap 〜魅惑の唇〜（2008年9月、イーネットフロンティア）

## 出演

### テレビ
- OUT★PUT（2005年5月 - 6月、テレビ東京）[8]
- ヨシモト∞（2006年3月 - 2007年3月、ヨシモトファンダンゴTV）
- 天使らんまん（2006年10月、毎日放送）
- ゴッドタン（2008年6月11日・12月10日、テレビ東京）
- 『ぷっ』すま（2008年7月15日、テレビ朝日）「彼女が水着に着替えたら」
- ガリレオΦ（2008年10月4日、フジテレビ）
- 一攫千金ヤマワケQ! "責任者はお前だ!"（2008年10月7日、テレビ朝日） - アシスタント
- 西村京太郎の鉄道ミステリー（2008年、旅チャンネル）
- アドレな!ガレッジ（2009年3月3日、テレビ朝日）
- 浜ちゃんが!（読売テレビ・日本テレビ系） - 「売る」編にアシスタントとして出演（不定期）
- ホリさまぁ〜ず（2009年7月21日・28日、TBSテレビ）

### 舞台
- JULIET（2010年2月18日 - 22日、Air Studio）
- 世間知らず（2010年3月29日 - 5月17日、Copastic Cafe & Dining Bar 六本木）
- 「ブレイクスルー JAPAN 2010」舞台「秘蜜。」（2010年8月13日 - 15日、SPACE107)
- 劇団スカンクシアター「秘蜜。3」（2011年8月24日 - 29日、Geki地下Liberty）

### PV
- 逗子三兄弟「マーメイド」[11]（2009年7月22日発売アルバム『逗子三兄弟』より）